# Bureta (kommunhuvudort)
Bureta är en kommunhuvudort i Spanien.   Den ligger i provinsen Provincia de Zaragoza och regionen Aragonien, i den nordöstra delen av landet, 240 km nordost om huvudstaden Madrid. Bureta ligger 420 meter över havet och antalet invånare är 297.
Terrängen runt Bureta är platt österut, men västerut är den kuperad. Runt Bureta är det glesbefolkat, med 11 invånare per kvadratkilometer. Närmaste större samhälle är Borja, 4,2 km nordväst om Bureta. Trakten runt Bureta består till största delen av jordbruksmark.